# Eutychius d'Alexandrie
Pour les articles homonymes, voir Eutychius.
Eutychius, né le 10 septembre 877 à Fostât (Vieux-Caire), et mort le 12 mai 940, nommé en arabe Saʿīd ibn Baṭrīq est le patriarche orthodoxe d'Alexandrie du 7 février 933 au 11 mai 940. Médecin de profession, il est l'auteur d'une chronique universelle en arabe, intitulée Rangée de pierres précieuses.

## Biographie
Eutychius est médecin de profession, et fait l'objet d'une notice dans le recueil des Vies de médecins d'Ibn Abi Usaybi'a. Il devient patriarche à l'âge de cinquante-six ans sous le nom d'Abbā Eutychius. Comme il n'a jamais occupé de fonction ecclésiastique, son élévation au patriarcat suscite une vive opposition, qui dure jusqu'à sa mort. Il est sans doute imposé par les autorités musulmanes. 
Son œuvre principale est une chronique universelle en arabe, intitulée Rangée de pierres précieuses (Naẓm al-Jawhar) et connue également sous le nom d'Annales. Elle raconte l'histoire du monde depuis la Création jusqu'en 937. Commencée avant l'accession de l'auteur au patriarcat, elle est dédiée à son frère 'Īsā ibn Baṭrīq, médecin lui aussi. Bien que l'auteur se targue de s'être appuyé uniquement sur la Bible et des sources sûres, l'ouvrage contient beaucoup de légendes et de traditions hagiographiques inconnues par ailleurs. Il apporte d'autre part des informations précieuses sur le royaume sassanide entre le Ve et le VIIe siècle, ce qui a pu faire penser qu'il aurait eu accès à une adaptation arabe de la chronique royale Xwadāy-nāmag par Ibn al-Muqaffa. Pour la période islamique, il utilise des sources musulmanes. 
Le texte d'Eutychius lui-même est connu comme la « recension alexandrine » ; le manuscrit autographe, amputé au début et à la fin, est conservé au Monastère Sainte-Catherine du Sinaï (Sinaiticus Arabicus 582). Il existe aussi une « recension antiochienne » qui est une version du texte considérablement augmentée par d'autres chroniqueurs de l'Église melkite entre le XIe et le XIVe siècle. Yahyā d'Antioche, notamment, prolongea le récit jusqu'en 1034.
En 1642, John Selden publia à Londres un extrait des Annales avec l'objectif de démontrer qu'à l'origine l'Église d'Alexandrie ne faisait pas de distinction entre « évêque » et « prêtre », une thèse déjà soutenue par saint Jérôme (in Ep. ad Titum I, 5; Ep. CXLVI). La contradiction lui fut apportée par Abraham Ecchellensis, qui contesta sa traduction de certains passages (Rome, 1661). En 1658-1659, une édition bilingue arabe-latin, en deux volumes, de l'ensemble des Annales fut publiée à Oxford par Edward Pococke (Contextio gemmarum sive Eutychii patriarchae Alexandrini Annales). 
On conserve également d'Eutychius un traité de médecine inédit, le Konnāš fi'l-ṯebb. Un ouvrage d'apologétique chrétienne, al-Jadal bayn al-moḵālef wa'l naṣrānī, mentionné dans les Annales, semble perdu. Un autre texte du même genre, le Kitāb al-burhān (Livre de la démonstration), a été faussement attribué à Eutychius. L'évêque copte Sévère d'Achmounein a laissé une Réfutation de Sa'id ibn Batriq, appelée aussi Livre des conciles.

## Éditions
- Louis Cheikho, Bernard Carra de Vaux et Habib Zayyat (éd.), Eutychii patriarchae Alexandrini Annales, 2 vol. CSCO 50-51, Script. Arab. 6-7, Louvain, 1906-1909.
- Michel Georges Breydy (éd. et tr.), Das Annalenwerk des Eutychios von Alexandrien. Ausgewählte Geschichten und Legenden kompiliert von Sa'id Ibn Batriq um 935 A.D., 2 vol., CSCO 471-472, Script. Arab. 44-45, Louvain, 1985.
- Pierre Cachia et W. Montgomery Watt (éd. et tr.), Eutychius of Alexandria: The Book of Demonstration (Kitāb al-burhān), 4 vol., CSCO 192-193-209-210, Script. Arab. 20-23, Louvain, 1960-1961.